# 전자 현장 제작

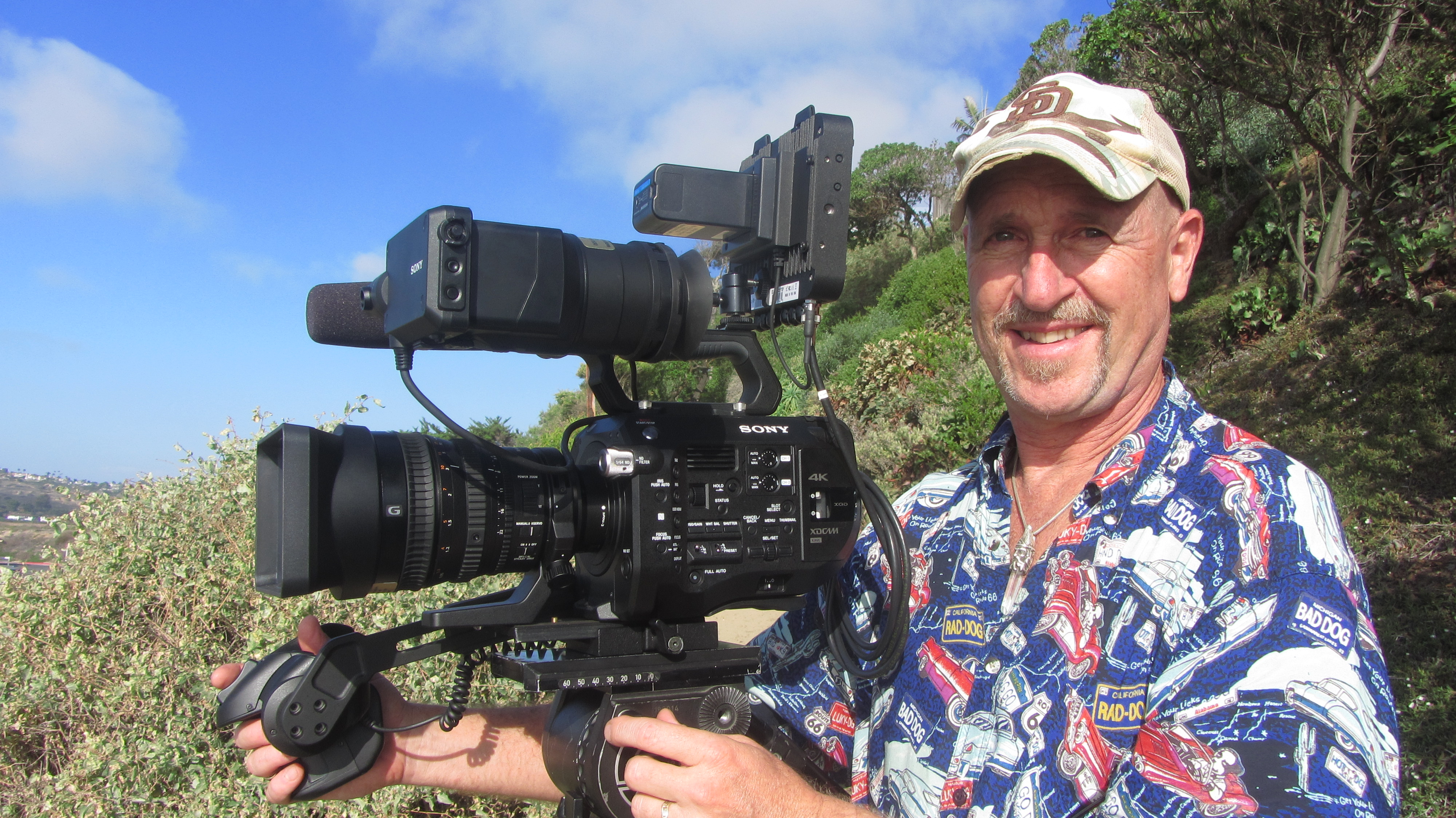
촬영 감독이 Sony FS7 카메라와 Convergent Design Odyssey 7Q+ 레코더 모니터를 들고 있으며, 이는 ENG 및 EFP 촬영에 사용되는 비디오 제작 장비이다.

전자 현장 제작(Electronic field production, EFP)은 텔레비전 산업 용어로, 정식 텔레비전 스튜디오 밖의 현장, 즉 실제 장소, 특별한 장소 또는 적합한 환경에서 이루어지는 비디오 제작을 의미한다. 제틀은 EFP를 "ENG (ENG (방송)) 및 스튜디오 기술을 모두 사용하는 것"으로 정의한다. "ENG에서 이동성과 유연성을 빌리고, 스튜디오에서 제작 관리 및 품질 관리를 빌린다. EFP는 현장(누군가의 거실에서 촬영하는 것을 포함할 수 있음)에서 진행되며 현장 조건에 적응해야 한다... 야외든 실내든 EFP에서는 좋은 조명과 오디오를 얻기가 항상 어렵다. 단순히 상황에 대응하는 ENG와 비교할 때, EFP는 신중한 계획이 필요하다."

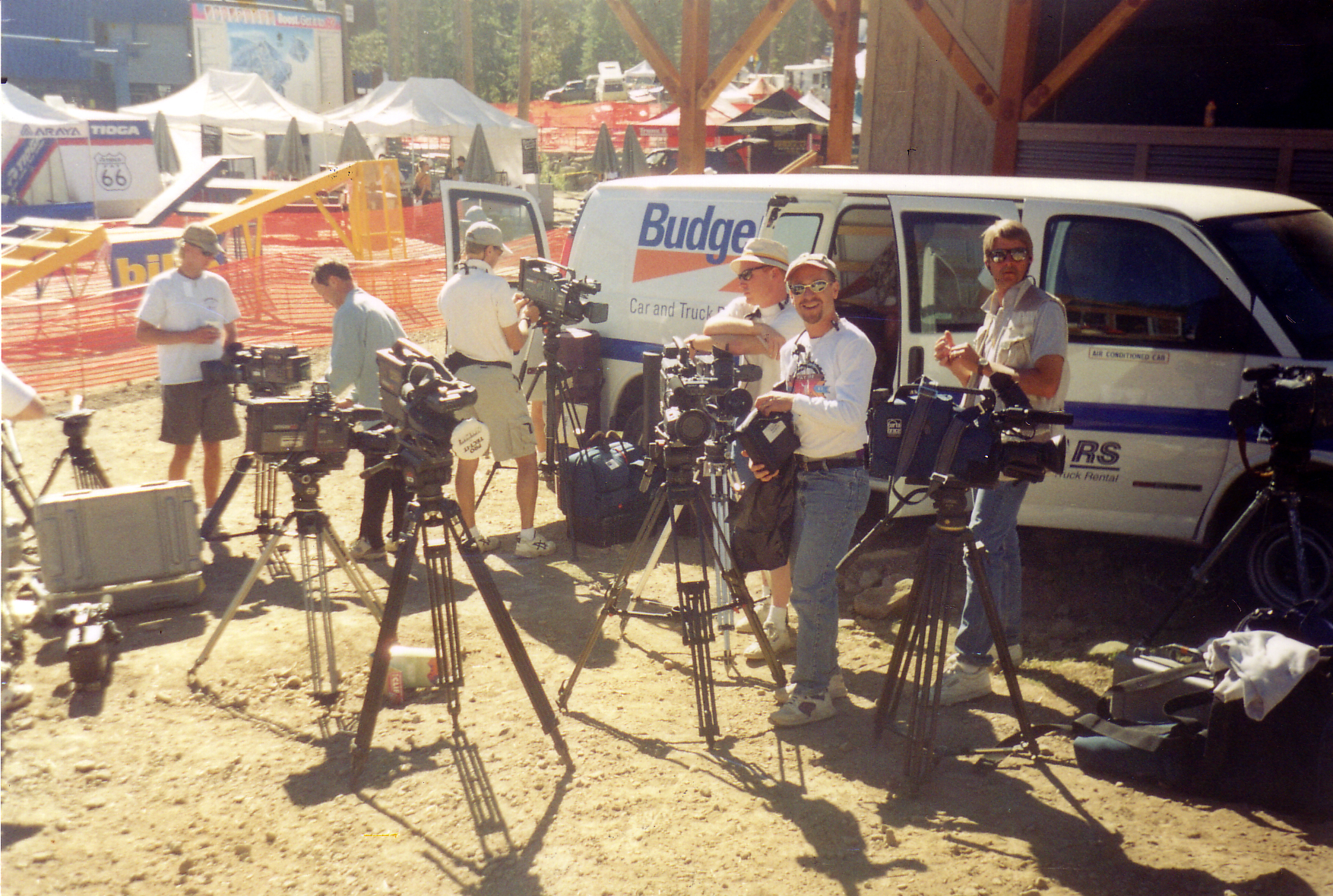
2004년 캘리포니아 BMX 랠리에서 진행된 다중 카메라 야외 EFP 촬영

전자 현장 제작의 일반적인 적용 분야는 시상식, 콘서트, 인사이드 에디션, 엑스트라 및 데이터라인 NBC와 같은 뉴스 매거진 프로그램의 주요 인터뷰, 민주당 전당대회, 공화당 전당대회 또는 샌디에이고 코믹콘 인터내셔널과 같은 대규모 컨벤션, 유명인 레드카펫 행사 및 스포츠 이벤트 등이다.
EFP는 고품질 영상을 촬영하는 카메라 운영자 또는 2인 팀(카메라 운영자 및 사운드 믹서)부터 비디오 촬영, 사진 촬영, 고급 그래픽 및 사운드를 활용하는 다중 카메라 설치까지 다양하다.

## 스포츠
스포츠 텔레비전은 EFP의 한 측면이다. 주요 텔레비전 네트워크는 한때 주요 이벤트를 중계하기 위해 자체 방송차를 소유했지만, 오늘날에는 케이블 및 공중파 네트워크의 폭발적인 증가로 인해 더 일상적이거나 원격 방송 제작을 위해 방송 장비 대여 회사로부터 매일 또는 매주 텔레비전 방송차를 대여한다.

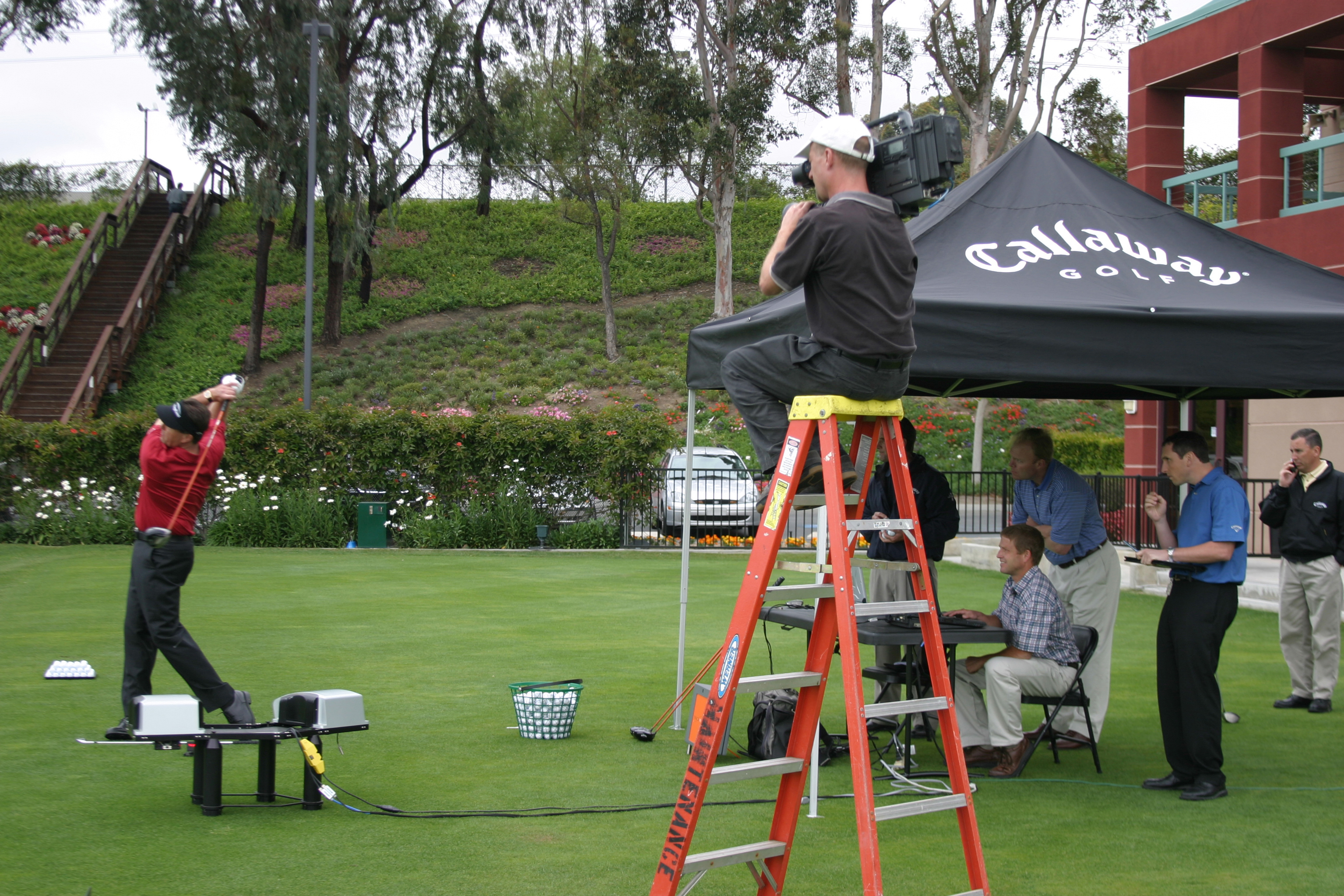
2005년 캘러웨이에서 골프 프로 필 미컬슨을 Sony Betacam SP 카메라로 핸드헬드 촬영하는 카메라맨

일반적인 스포츠 제작 트럭에는 다음이 포함된다:
- 외부 디지털 비디오 효과 (DVE) 장치와 여러 믹스/효과 버스를 갖춘 대형 비디오 스위처로, 텔레비전 감독이 방송에서 특정 시각 효과를 요청할 때 유연성을 제공한다.
- 여러 삼각대 장착 및 핸드헬드 프로페셔널 비디오 카메라.
- 삼각대에 장착된 "하드" 카메라용 다양한 줌렌즈, 일반적으로 최소 50배에서 100배의 확대율과 최소 600mm의 최대 초점거리. 카메라가 액션에서 상당히 멀리 떨어져 있을 수 있으므로 극한의 확대율이 필요하다.
- VCR, 하드 디스크 레코더 및 비디오 서버와 같은 여러 비디오 녹화 및 재생 장치. 특정 카메라 또는 비디오 피드는 특정 데크에 "격리"될 수 있으며, 프로듀서 또는 감독이 다시 보고 싶은 일이 발생하면 데크를 되감아 즉시 재생으로 방송에 내보낼 수 있다. 하드 디스크 레코더는 일반적으로 일부 제한된 편집 기능을 허용하여 경기 중간에 하이라이트 영상을 편집할 수 있도록 한다.
- 점수와 통계학을 화면에 표시할 수 있는 여러 문자 발생기. 대부분의 스포츠 시설에서 사용되는 전광판은 트럭과 연결되어 텔레비전 제작 그래픽뿐만 아니라 경기장 전광판도 구동할 수 있다.
- 오디오 오디오 믹서 부스 및 스포츠 진행자와 경기장에서 오디오를 캡처하기 위한 다양한 마이크로폰.
- 수 마일의 다양한 유형의 케이블.

## 텔레비전 뉴스 매거진
텔레비전 뉴스 매거진은 다큐멘터리 스타일로 특정 문제에 초점을 맞춘 짧은 "속보" 클립보다 길고 심층적인 TV 프로그램이다. 다루는 주제에 직접 관련된 사람들의 인터뷰를 통해 진행되며 30분에서 3시간 동안 지속된다.

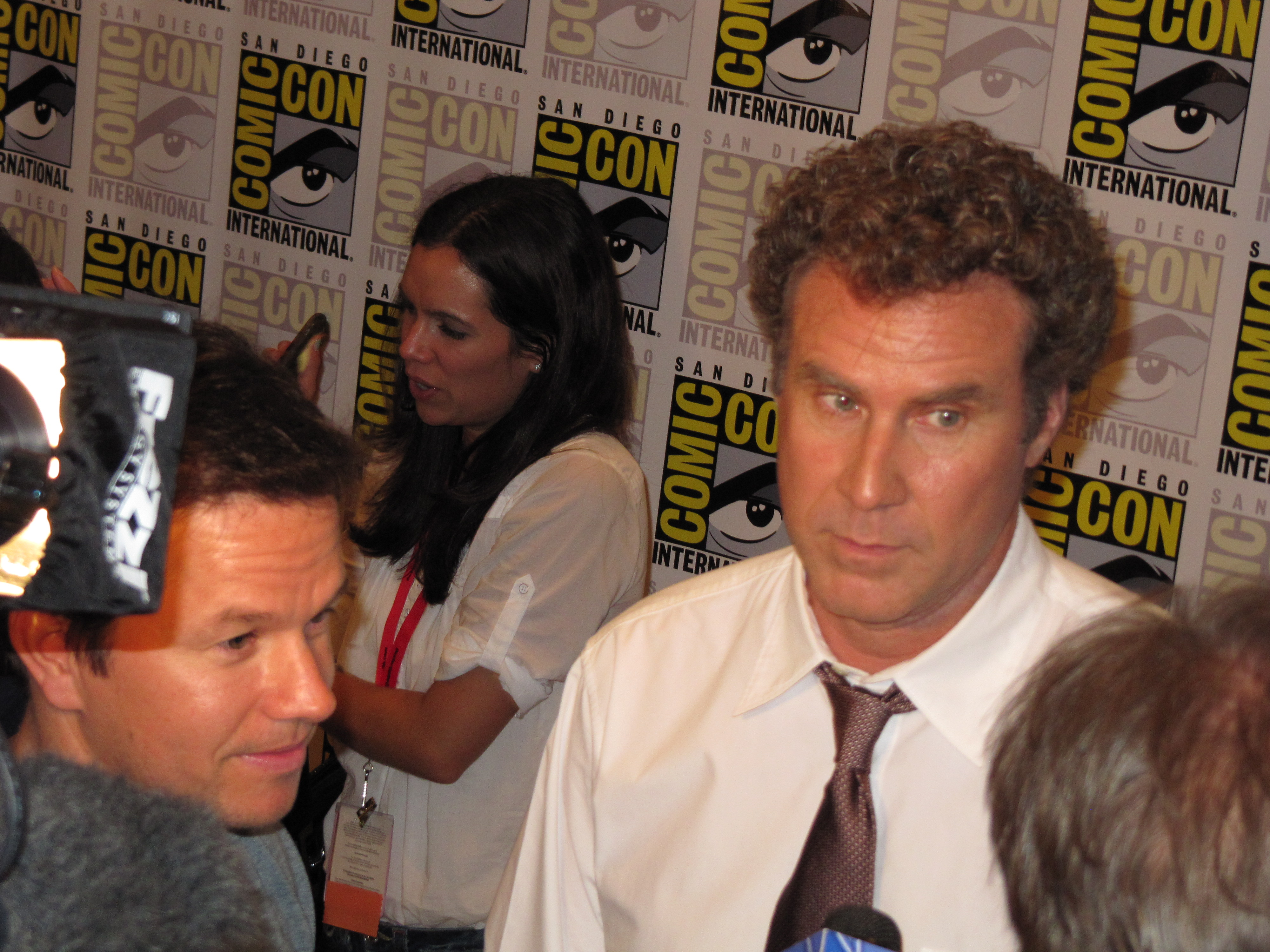
마크 월버그와 윌 페렐이 2010년 샌디에이고 코믹콘 프레스룸에 있다.

최초의 텔레비전 뉴스 매거진은 1953년 BBC의 파노라마였다. 그 이후로 이 장르는 1968년 첫 방영된 CBS의 60분을 포함하여 수년간 인기를 얻었다. 1999년에는 스핀오프인 60 Minutes II가 첫 방영되었다.

일반적인 뉴스 매거진 기사를 위한 전자 현장 제작은 프로듀서, 카메라 운영자 및 오디오 기술자/붐 폴 운영자로 구성된 3인 팀이 일반적으로 수집하는 B-롤과 함께 하나 또는 여러 인터뷰를 포함할 수 있다. 촬영 장소는 다양하다. 일반적으로 제작진은 인터뷰이의 집이나 직장에서 인터뷰를 촬영한다. 또한 이야기에 배경이 되는 추가 장소로 이동할 수도 있다. 조명 및 촬영 스타일은 각 프로그램의 "모습" 또는 기준과 일치한다.

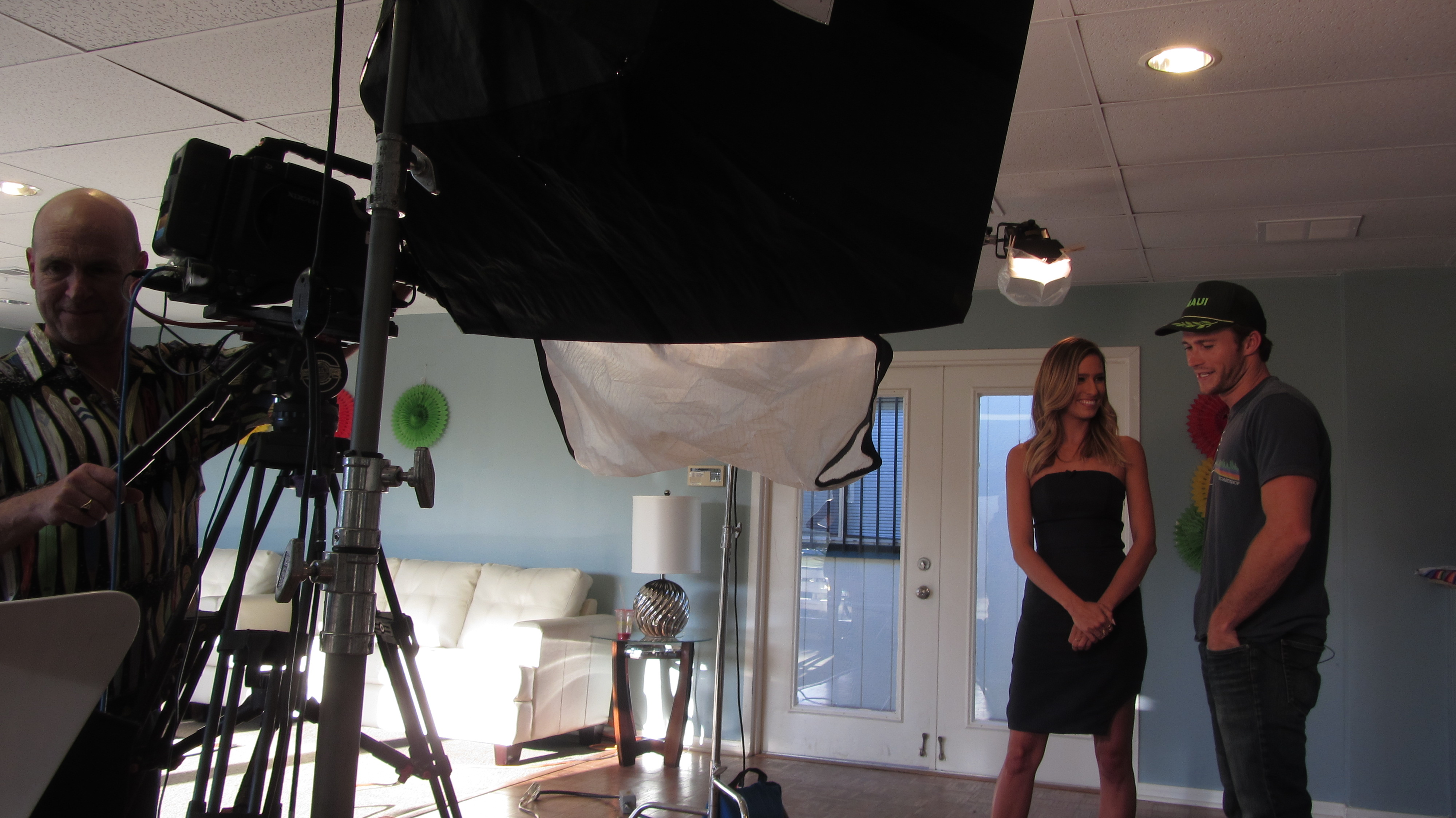
온 스크린 출연자 스콧 이스트우드와 르네 바그가 출연한 엑스트라 촬영

인터뷰와 B-롤이 수집된 후, 프로듀서는 미디어를 스튜디오에 직접 전달하거나, 메신저 서비스 또는 운송 회사를 통해 배송하거나, 지역 위성 서비스를 통해 실시간으로 "전송"할 수 있다.

## 같이 보기
- 전자 저널리즘
- ENG (방송)
- 중계방송 (OB)
- 원격 방송
- 텔레비전 제작진
- 텔레비전 연구